# Le Secret de la duchesse
Le Secret de la duchesse (en allemand : Das Geheimnis der Herzogin) est un film muet allemand sorti le 6 février 1923, dirigé par Klaus Albrecht. Il a été produit par la Landlicht-Film et distribué par la Landlicht-Filmverleih.

## Synopsis
Inconnu.

## Distribution
- Nils Asther
- Agda Nilsson
- Stella Arbenina
- Theodor Berthels
- Arnold Korff
- Paul Rehkopf